# Numéro sans frais dans le plan de numérotation nord-américain
Un numéro sans frais est un numéro de téléphone qu'une personne peut composer gratuitement parce que le destinataire a accepté à l'avance de payer les frais de la communication.
Le plan de numérotage nord-américain (NANP) est un système de numérotation téléphonique intégré commun à vingt pays d'Amérique du Nord, incluant les États-Unis, le Canada, 15 pays des Caraïbes et 3 îles du Pacifique.
Les numéros sans frais du plan de numérotation nord-américain sont communément appelés numéros 800 d'après l'indicatif régional original qui était utilisé pour les composer. Les numéros sans frais utilisent maintenant plusieurs indicatifs régionaux : l'indicatif régional 800 (depuis le 1er janvier 1966), l'indicatif régional 888 (depuis le 1er mars 1996), l'indicatif régional 877 (depuis le 4 avril 1998), l'indicatif régional 866 (depuis le 29 juillet 2000), l'indicatif régional 855 (depuis le 9 octobre 2010), l'indicatif régional 844 (depuis le 7 décembre 2013) et l'indicatif régional 833 (depuis le 22 avril 2017). Les indicatifs régionaux réservés pour des expansions futures sont l'indicatif 822, les indicatifs 880 à 887 et l'indicatif 889. De plus, l'indicatif 899 est réservé en tant que membre de la série x9x pour l’extension future du plan de numérotation.
Les appels vers ces numéros sont gratuits pour l'appelant s'ils sont composés à partir de lignes fixes, mais peuvent entraîner des frais de temps d'antenne pour les téléphones cellulaires.

## Histoire
La plus grande partie des États-Unis et l'ensemble du Canada utilisent une structure forfaitaire pour les appels locaux, qui n'inclut aucun coût par appel pour ces appels. Comme les organismes de réglementation en Amérique du Nord permettaient que le prix des appels interurbains soit artificiellement élevé en échange de tarifs artificiellement bas pour le service local, les abonnés avaient tendance à faire rarement des appels interurbains et à les garder délibérément brefs.
Certaines entreprises, désireuses de vendre leurs produits à des acheteurs situés en dehors de leur zone d’appel local, étaient disposées à accepter des appels à frais virés ou à installer des services spéciaux, tels que le service de numéro Zénith, qui permettaient à leurs clients de les appeler encourir de frais. Initialement, tous ces appels devaient être complétés par un téléphoniste.
Les premiers numéros sans frais automatisés ont été attribués avec l'indicatif régional 800, créé comme service WATS entrant (en anglais, Inbound Wide Area Telephone Service ou InWATS) en 1966 (à l'intérieur des États américains) et en 1967 (entre les États). Ces appels sans frais se terminaient sur des lignes spéciales à tarif fixe qui acceptaient les appels provenant d'une zone d'appel spécifiée, sans limite sur les appels ou avec un nombre d'heures maximum par mois. La facturation des appels n'était pas détaillée par appel et la ligne à tarif fixe coûteuse n'était à la portée financière que des grandes entreprises et des organismes gouvernementaux. Généralement, un fournisseur de services offrait une variété de zones, les plus grandes coûtant plus cher que les plus petites.
Au début des années 1980, les Laboratoires Bell ont reçu un brevet pour ce qui est devenu le service 800 avancé d'AT&T, un système contrôlé par ordinateur dans lequel tout numéro sans frais peut se terminer sur n'importe quel numéro de destination, par exemple un numéro de petite entreprise, plutôt qu'un service InWATS. De plus, ce service permettait une facturation détaillée et uniquement pour les appels réellement reçus par l’entreprise. En rompant le lien entre l'échange téléphonique du client et l’emplacement géographique du client, ce système a ouvert la voie à la publicité par numéro de prestige - un avantage dans les médias comme la radio commerciale où les numéros de téléphone doivent être mémorables facilement.
Le marché des appels interurbains sans frais a été ouvert à la concurrence en 1986 et un système RespOrg (en) a été mis en place en 1993 pour assurer la transférabilité des numéros sans frais entre opérateurs rivaux grâce à la base de données SMS/800 (en). La concurrence a également mis fin à la pratique consistant à subventionner le service local par le service interurbain, ramenant les tarifs du service interurbain à un niveau où toute entreprise peut se permettre de communiquer avec ses clients en utilisant un numéro sans frais.
À l'origine, les numéros sans frais étaient isolés entre les États-Unis et le Canada, mais en 1984, un accord entre les transporteurs des deux pays a permis aux numéros de chaque pays d'être accessibles aux résidents de l'autre pays. Les fournisseurs de services 800 des deux pays ont pu ajouter des zones pour couvrir des zones étendues couvrant les deux pays. Les numéros initialement limités pour utilisation au Canada sont devenus accessibles aux clients américains, et vice versa.

## Opérations
Les numéros sans frais originaux (avec l'indicatif 800) ont fonctionné pendant plus de trente ans avant que les 7,8 millions de numéros possibles ne soient épuisés. Cependant, les nouveaux sans frais s'épuisent maintenant à un rythme accéléré en raison de l'utilisation plus répandue de ces numéros par la voix sur IP, les téléavertisseurs, l'utilisation résidentielle et les petites entreprises, le suivi des réponses pour chaque publicité (chaque publicité utilisant un numéro sans frais différent), la revente de numéros ou l'utilisation partagée. La revente de numéros est illégale, mais la location d'un numéro ou d'un groupe de numéros contourne ces règlements puisque l'application de cette règle par la Commission fédérale des communications est minimale.
Certains indicatifs géographiques sont semblables à des indicatifs sans frais, p. ex. 801 ressemble à 800, 818 ressemble à 888. De telles similitudes ont été exploitées par des fraudeurs dans des endroits internationaux qui peuvent être composés directement avec ce qui semble à première vue être un indicatif interurbain national, par exemple, les indicatifs 809, 829 et 849 sont des préfixes officiels pour la République dominicaine et 876 est l'indicatif régional pour la Jamaïque. Les numéros sans frais sont aussi parfois confondus avec des numéros 900, dont la compagnie téléphonique facture les appels à des tarifs bien supérieurs à ceux du service longue distance pour des services tels que des informations enregistrées ou du chat en direct.